# Криптокорина родственная
Криптокори́на ро́дственная (лат. Cryptocoryne affinis) — травянистое растение рода Криптокорина семейства Ароидные.

## Описание
Криптокорина родственная представляет собой травянистый куст без стебля с длинными листьями ланцетовидной формы, собранными в розетку. Окраска листьев с лицевой стороны тёмно-зелёная, с изнанки — бордово-фиолетовая, продольные жилки окрашены в более яркий цвет. Куст достигает в высоту 30—35 сантиметров. В природе встречается в Малайзии.

## Культивирование
При содержании растения в аквариуме оптимальная температура составляет 20—28 °C, при её понижении ниже 20 °C рост значительно замедляется. Вода должна быть средней жёсткости или жёсткой (8—20 немецких градусов), нейтральной или слабощелочной (pH 7,0—8,0). При резком снижении pH в мягкой воде криптокорина подвержена «криптокориновой болезни» — листья превращаются в киселеобразную массу и отмирают. Повышение pH жёсткой воды вреда растению не причиняет. В аквариуме с жёсткой водой желательна регулярная подмена воды, при низкой жёсткости можно только доливать воду взамен испарившейся. Внесение минеральных удобрений влияет на рост растения только в случае наличия в аквариуме обильных густых зарослей. К освещению растение не требовательно и хорошо переносит затенение, однако его окраска становится блёклой. Световой день должен составлять не менее 12 часов. Грунт должен содержать примеси глины и торфа и быть обильно заилённым. Размер частиц основы грунта большого значения не имеет, но они не должны быть слишком крупными.

Как и остальные представители рода Cryptocoryne, криптокорина родственная — болотное растение и может культивироваться в условиях палюдариума или влажной оранжереи. При этом температура должна быть не ниже 26 °C, грунт должен быть питательным, освещение ярким. В оранжерейных условиях криптокорина растёт несколько быстрее, чем в аквариуме. 

Как в аквариуме, так и в палюдариуме криптокорина родственная легко размножается корневыми отводками, молодые растения можно отделять от материнского после того, как у них образуются 3—4 листа.